# 老虎刺属
老虎刺属（学名：Pterolobium）是云实科下的一个属，为乔木或木质藤本植物。该属共有约10余种，分布于东半球热带地区。

## 物种
本属包括以下物种：
- 大翅老虎刺 Pterolobium macropterum
- 老虎刺 Pterolobium punctatum